# Израильско-японские отношения
Израильско-японские отношения начались 15 мая 1952 года, когда Япония признала существование Израиля, а Израиль открыл дипломатическую миссию в Токио. В 1954 году японский посол в Турции принял на себя дополнительную роль посланника для Израиля. В 1955 году японская дипломатическое представительство открылось в Тель-Авиве. В 1963 году отношения были повышены до посольского уровня. Торговые отношения Японии с арабскими странами и Ираном превалируют над отношениями с Израилем. Однако, из-за падающих цен на нефть в начале 2015 года, а также в результате внутренних политических изменений в самой Японии, обе страны стремятся к повышению уровня отношений в области научных исследований, экономики и культурных связей, особенно в области технических старт-апов и обороны.
Посол Израиля в Японии — Эли Коэн, посол Японии в Израиле — Кодзи Томита.

## 1920-е
В 1922 году Норихиро Ясуэ и Корэсигэ Инудзука, глава консультативного отдела Императорского флота Японии по вопросам евреев, вернулись с военной службы в Сибири, чтобы предоставить помощь белым русским, воевавшим против Красной армии. Они особенно заинтересовались евреями после прочтения «Протоколов сионских мудрецов». В течение 1920-х годов они составили множество отчётов о евреях и путешествовали в подмандатную Палестину, чтобы больше узнать о них и встретиться с сионистскими лидерами, Хаимом Вейцманом и Давидом Бен-Гурионом. Ясуэ даже перевёл Протоколы на японский язык (некоторые вариации перевода часто становились бестселлерами в Японии). Ясуэ и Инудзука обратили интерес министра иностранных дел Японии на иудаизм. Каждое японское посольство или консульство было обязано информировать МИД о действиях и событиях, связанных с еврейскими общинами в соответствующих странах.

## «План Фугу»
«План Фугу» был впервые выдвинут в 1934 году и заключался в том, чтобы разрешить создание на территории Японской Империи поселений для тысяч, если не десятков тысяч, еврейских беженцев из Европы, оккупированной нацистами — в Маньчжурии и оккупированном японцами Шанхае. Правительство Империи хотело таким образом привлечь еврейских специалистов и просто людей с деньгами как потенциальных инвесторов, убеждая США, особенно американских евреев, инвестировать в японскую экономику. План впервые обсуждался в 1934 году и был утверждён в 1938 году на Конференции Пяти Министерств под председательством Ф. Коноэ. Однако подписание в 1940 году Берлинского пакта вкупе с рядом других событий не позволили этому плану сбыться.
План изначально был идеей небольшой группы официальных лиц японского правительства и руководства армии, возглавляемой капитаном Корэсигэ Инудзукой и полковником Норихито Ясуэ, которые также были известны как «Эксперты по евреям», вместе с промышленником Йосисукэ Аикава и некоторыми официальными лицами в Квантунская армия, известными также как «Маньчжурская группировка». План был назван в честь японского деликатеса, рыбы фугу, чей яд может убить, если блюдо приготовлено не по правилам. План основывался на наивном принятии предрассудков европейского антисемитизма, что подтверждается в японском переиздании книги «Протоколы сионских мудрецов». Представления авторов плана о еврейской силе и богатстве основывались частично на их опыте общения с Джейкобом Шиффом, американо-еврейским банкиром, который тридцатью годами ранее одолжил деньги японскому правительству, что позволило им выиграть Русско-японскую войну.
«Эксперты по евреям» объединились в определённой степени с «Маньчжурской фракцией», японскими военными чиновниками, которые хотели добиться японской военной экспансии в Маньчжурии. Фракцию возглавлял полковник Сэйсиро Итагаки и подполковник Исивара Кандзи, у которых были проблемы с привлечением японских поселенцев и инвестиций в Маньчжурию. В 1938 году руководители правительства обсуждали идею и планы «Экспертов по евреям» на Конференции Пяти Министерств. План так никогда и не осуществился. В 1939 году евреи Шанхая попросили, чтобы еврейские беженцы более не направлялись в этот город, потому что возможности общины поддерживать своих членов были к тому времени сильно ограничены.

## Во время Второй мировой войны
В 1939 году СССР подписал Договор о ненападении между Германией и Советским Союзом с нацистской Германией, что сделало транспортировку евреев из Европы в Японию затруднительной. Японское правительство подписало Берлинский пакт (1940) с Германией и Италией, полностью исключая любую официальную помощь Плану из Токио.
Однако, Сугихара Тиунэ, японский консул в Каунасе, Литва, начал выдавать вопреки приказам из Токио транзитные визы для бежавших евреев, позволяя им приехать в Японию и находиться там в течение ограниченного периода времени, под предлогом того, что они делают транзитную остановку по пути в нидерландскую колонию Кюрасао, для въезда в которую виза не была нужна. Тысячи евреев получили от него транзитную визу. Некоторые даже от руки переписывали выданные Сугихара визы. После изнурительного процесса получения выездных виз от советского правительства, многим евреям было позволено пересечь СССР по Транссибирской магистрали, затем они плыли на корабле из Владивостока в Цуругу и в конце оседали в японском Кобе.

### Поселенцы
План[какой?] позволял увеличить количество поселенцев с 18 000 до 600 000 человек, в зависимости от финансирования и от количества поселенцев, присланных всемирной еврейской диаспорой. Была достигнута договорённость всеми планирующими лицами, что еврейские поселенцы получат полную свободу религии, а также культурную и образовательную автономию. Пока японцы сомневались, предоставлять ли евреям так много свободы, они почувствовали, что некоторое количество свободы необходимо для поддержания их благосклонности и экономических знаний. Политики, просившие одобрить план, настаивали на том, что если поселение просит широкую автономию, надо все равно установить контроль, чтобы все время следить за евреями. Они опасались, что евреи могут свергнуть японское правительство или нарушить экономику, как это, например, описывалось в книге «Протоколы сионских мудрецов»: «они это сделали уже во многих странах.»

### Влияние
Несколько тысяч евреев были спасены от практически верной смерти в оккупированной нацистами Европе благодаря политике временного проеврейского отношения Японии и Сугихара Тиунэ был удостоен чести стать одним из Праведников народов мира по распоряжению израильского правительства в 1985 году. Кроме того, Мирская иешива, один из крупнейших современных центров равинатского образования и единственная йешива пережившая Холокост, выжила благодаря этим событиям.

## Отношения после 1950 года
В 1993 году страны подписали «Конвенцию между Японией и Государством Израиль об избежании двойного налогообложения и предотвращении уклонения от уплаты налогов в отношении налогов на доходы». В 2000 году страны подписали «Соглашение между правительством Японии и правительством Государства Израиль о воздушном сообщении». По состоянию на октябрь 1999 года в Израиле проживали 708 японцев, а на декабрь 1998 года в Японии проживали 604 израильтянина.
1 августа 2006 года японское правительство назначило послом в Израиле Ёсинори Катори, пресс-секретаря министерства иностранных дел. Катори ранее служил министром в Южной Корее и генеральным директором консульского бюро. В сентябре 2008 года Катори закончил свою каденцию в Израиле и был заменён Харухисой Такэути, который вручил верительные грамоты 1 декабря 2008 года.
В июле 2006 года Япония объявила о плане мирного урегулирования, названного «Коридор для мира и процветания», который должен был основываться на общем экономическом развитии и усилиях израильтян и палестинцев, а не на постоянной борьбе за территории. Шимон Перес уделял этой идее много внимания во время его участия в международной конференции в Нью-Йорке в сентябре 2006 года, которая была организована бывшим президентом США Биллом Клинтоном.
В июле 2008 года японское правительство снова стало продвигать свою план встречи израильтян с палестинцами и призвало стороны продолжить работу в направлении завершения. Япония также сообщила о конкретной поддержке агропромышленного парка, который должен быть построен около Иерихона, строительные работы должны были начаться в 2009 года.
В марте 2017 года Государственная национальная организация по исследования продуктов питания Японии и израильский государственный НИИ «Волкани» подписали соглашение о сотрудничестве в сфере сельскохозяйственных исследований «с целью увеличения качества и количества ресурсов глобального производства продуктов питания».
В конце октября 2017 года израильский министр транспорта и разведки Исраэль Кац отправился в Японию с официальным визитом. Кац встретился с главой японского МИДа Таро Коно, со спецпредставителем Японии на Ближнем Востоке, а также со своими коллегами — руководителями японских служб и министерства транспорта. В ходе встреч также обсуждалась северокорейская угроза и Ближневосточная транспортная инициатива.
1 мая 2018 года в Израиль с официальным визитом прибыл глава японского кабинета министров Синдзо Абэ с супругой и сопровождающей их делегацией японских политиков и бизнесменов. Это второй визит Абэ в еврейское государство (первый состоялся в январе 2015 года).
В январе 2019 года в Израиль прибыла делегация, возглавляемая японским министром экономики, промышленности и торговли Хиросигэ Сэко. Кроме него в еврейское государство прибыли также 150 крупных бизнесменов и около 90 представителей больших компаний, таких как «Mitsubishi», «Toshiba», «Hitachi». Министр Сэко встретился с премьер-министром Биньямином Нетаниягу и министром экономики Эли Коэном. Это уже третий за последние 4 года визит японского министра экономики в Израиль. На пресс-конференции после встречи Нетаньягу отметил, что японские инвестиции в Израиль достигли суммы в $5 млрд. По состоянию на октябрь 2022 года в Израиле проживало 1253 гражданина Японии. По состоянию на конец декабря 2022 года в Японии проживало 694 гражданина Израиля.

## Экономика
До 1990-х Япония была индустриально развитой страной, которая спокойно соглашалась с бойкотом Израиля арабскими странами. В результате этого экономические отношения были ограничены.
Израильский экспорт в Японию, состоящий преимущественно из полированных алмазов, химикатов, машинного оборудования, электроники, цитрусовых фруктов оценивается в 810 млн долл. США. Японский экспорт в Израиль состоит из автомобилей, машинного оборудования, электроники, химикатов и составляет 1,3 млрд долл. США.
В 2019 году рост японских инвестиций в израильские компании вырос на $100 млн (по сравнению с 2018 годом) и составил $815 млн за весь год. Общее количество сделок составило 53 (на 25 сделок больше, чем в 2018 году). Всего в период с 1999 по 2019 год японцы инвестировали в израильскую экономику $7,2 млрд, причём большая часть этой суммы была инвестирована в пять последних лет с 2014—2019 гг.
В 2020 году Япония заняла 3 место в списке крупнейших рынков сбыта израильских товаров в Азии, на общую сумму 3,2 млрд шекелей.

## Оборона и безопасность
В августе 2022 года министр обороны Израиля Бени Ганц посетил Японию с официальным визитом, приуроченном к 70-летию установления двусторонних отношений. В рамках визита было подписано соглашение о сотрудничестве в области безопасности.

## Академические связи
Университеты в обеих странах делают попытки плодотворно сотрудничать. В мае 2012 года в Еврейском университете состоялся симпозиум в честь 60-летия дипломатических отношений между двумя странами. На нем обсуждались местные, двусторонние и культурные связи. Израильская Ассоциация японистики была основана тогда же.